# Gloria Lynch
Gloria Ligia Lynch Sonders (Santiago de Chile, 20 de diciembre de 1919-Ibidem, 14 de junio de 1993), más conocida como Gloria Lynch, fue una actriz y cantante chilena. En la Época de oro del cine mexicano, participó en la película El circo (1943), junto a Mario Moreno "Cantinflas".

## Biografía y carrera
Fue hija de Julio Lynch Canciani y Teresa Sonders.
Comienza su carrera actoral en 1940, sin estudios previos, en la película Escándalo dirigida por Jorge Delano "Coke".
En 1941 viaja a México, donde actúa junto a Mario Moreno "Cantinflas" en la película El circo (1943). Ese mismo año protagoniza la cinta El hombre de la máscara de hierro de Marco Aurelio Galindo. En 1946 participa en La mujer de todos protagonizada por María Félix. Ese mismo año es parte del Teatro Libre de México con la obra Amores en la Montaña.
En 1946 regresa a Chile, participando en la gira nacional de la compañía de Alejandro Flores Pinaud.

## Filmografía
- Escándalo (1940)
- El circo (1943)
- El hombre de la máscara de hierro (1943)
- La mujer de todos (1946)
- El ídolo (1952)